# Chlamydoselachus africana
A Chlamydoselachus africana a porcos halak (Chondrichthyes) osztályának szürkecápa-alakúak (Hexanchiformes) rendjébe, ezen belül a galléroscápa-félék (Chlamydoselachidae) családjába tartozó faj.

## Előfordulása
A Chlamydoselachus africana előfordulási területe az Atlanti-óceán délkeleti része, Angola és Namíbia között.

## Megjelenése
Eddig a legnagyobb kifogott hím 99 centiméteres, míg a legnagyobb kifogott nőstény 117 centiméteres volt. Megjelenésben, nagyon hasonlít egy kisebb karcsú galléros cápára (Chlamydoselachus anguineus). A feje hosszúkás, viszont a szája széles. A kopoltyúnyílásai is hosszúkások. 147 csigolyája van.

## Életmódja
Trópusi és mélytengeri cápafaj, mely 300-1400 méteres mélységek között él.